# 저속 주사 텔레비전

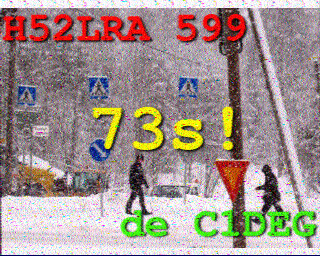
SSTV 전송 방법은 종종 방송국 호출부호, RST 코드 수신 보고서, 아마추어 무선 활동가의 은어로 쓰이기도 한다.

저속 주사 텔레비전(SSTV)은 아마추어 무선 운영가가 주로 사용하는 영상 전송 방법으로 모노크롬이나 컬러의 정적 사진을 무선을 통해 전송하거나 받는 방식이다.
기술적으로 사용하는 SSTV는 주로 협대역 텔레비전에서 이용한다. 텔레비전 방송은 초당 25~30프레임의 사진을 보내기 때문에(NTSC, PAL, SÉCAM 인코딩 방식) 6 MHz의 광대역 채널이 필요하나, SSTV의 경우에는 오직 3 kHz의 대역폭만이 필요하다. 보통 하나의 이미지 프레임을 보내는 방법에 따라 다르지만 평균 전송 시간이 8에서 30초로 정지 화상을 보내는 느린 방법이기도 하다.
SSTV 시스템이 아마추어 음성 주파수에서 작동하기 때문에 아마추어에서 단파 방송(아마추어 무선 활동가들에게서 HF로 알려짐), VHF, UHF에서 사용한다.

## 역사

### 컨셉
SSTV의 컨셉은 1957년~1958년에 콥튼 멕도날드가 처음 제안했다. 그는 최초로 전자기 모니터와 비드콘 튜브를 이요한 SSTV 시스템을 개발했다. 그 당시에는 120선만으로도 충분했기 때문에 3 kHz 전화 채널에서 한줄 당 120픽셀의 흑백 정지사진을 송신하도록 했다. 최초의 라이브 테스트는 11미터 햄 밴드에서 이루어졌으며 나중에는 미국의 시민 밴드 라디오에서 이 서비스를 제공했다. 1970년대에는 HAM에서 2가지의 종이 인쇄물 수신기가 만들어졌다.

## 현대의 시스템
1990년대 초 이후의 현대의 시스템은 맞춤식 장비 다수를 대신하여 개인용 컴퓨터와 특수 소프트웨어를 이용한다. 특수 처리 소프트웨어와 함께 PC의 사운드 카드는 모뎀의 역할을 한다. 컴퓨터 화면은 출력을 제공한다. 소형 디지털 카메라나 디지털 사진들은 입력을 제공한다.

## 같이 보기
- 아마추어 텔레비전
- 헬슈라이버 (Hellschreiber)
- 협대역 텔레비전
- 라디오팩스
- 무선 텔레라이프
- 단파 방송
- 아마추어 무선 중계기
- 화상 통화

## 참고 문헌
- Glidden, Ramon (September 1997). "Getting Started With Slow Scan Television." QST. Accessed on April 28, 2005.
- "Slow scan definition." On-line Medical Dictionary. Accessed on April 28, 2005.
- Turner, Jeremy (December 2003). "07: Interview With Tav Falco About Early Telematic Art at Televista in Memphis, New Center for Art Activities in New York and Open Space Gallery in Victoria, Canada." Outer Space: The Past, Present and Future of Telematic Art. Accessed on April 28, 2005.
- Sarkissian, John. Television from the Moon 보관됨 2007-07-10 - 웨이백 머신. The Parkes Observatory's Support of the Apollo 11 Mission. Latest Update: 21 October 2005.